# Skellefteå Sankt Örjans församling
Skellefteå S:t Örjans församling är en församling i Skellefte kontrakt i Luleå stift. Församlingen ligger i Skellefteå kommun i Västerbottens län.
Församlingen utgör ett eget pastorat.

## Administrativ historik
Den 1 januari 1961 delades Skellefteå stadsförsamling på två församlingar: Skellefteå Sankt Olovs församling, motsvarande Skellefteå kyrkobokföringsdistrikt, och Skellefteå S:t Örjans församling, motsvarande Skelleftehamns kyrkobokföringsdistrikt. S:t Örjans församling hade vid dess bildande 8 120 invånare och omfattade en areal av 32,90 kvadratkilometer, varav 32,20 km² land.

### Pastorat
- 1 januari 1961 till 1 januari 1962: Annexförsamling i pastoratet Skellefteå Sankt Olov.
- Från 1 januari 1962: Församlingen utgör ett eget pastorat.[4]

## Areal
Skellefteå S:t Örjans församling omfattade den 1 november 1975 (enligt indelningen 1 januari 1976) en areal av 35,8 kvadratkilometer, varav 34,6 kvadratkilometer land.

## Kyrkor
- S:t Örjans kyrka
- Ursvikens kyrka
- Sävenäs kapell